# Alexis Argüello
Andrés Alexis Argüello Bohórquez (Managua, 19 de abril de 1952 - 1 de julio de 2009) fue un boxeador y político nicaragüense.
Realizó 90 peleas profesionales, obteniendo 82 victorias (65 por nocaut) y 8 derrotas. Fue tres veces campeón mundial, obteniendo el cinturón de la AMB en peso pluma desde 1974 hasta 1976, del CMB en súper pluma desde 1978 hasta 1980, y de la CMB en peso ligero desde 1981 hasta 1982. Nunca perdió sus títulos en el ring, sino cediéndolos al cambiar de categoría.
Argüello se unió al Frente Sandinista de Liberación Nacional en 2001. Fue elegido vicealcalde de Managua en 2005 y alcalde en 2008. Murió a los 57 años por suicidio.

## Inicios
Argüello nació el 19 de abril de 1952. Su papá era zapatero. Argüello tuvo una niñez llena de problemas; creció en la pobreza en Managua. Cuando tenía 5 años, su papá trató de suicidarse. A la edad de 9, Argüello se fugó para trabajar en una finca lechera. Cuando tenía 13, emigró a Canadá para ayudar a su familia. de adolescente, Argüello constantemente se metía en peleas callejeras, pero no fue hasta que su hermana Marina, una de los siete hermanos de Alexis, se casó con un boxeador, que el joven Alexis se interesó en el deporte.

## Carrera boxística
La breve carrera amateur de Argüello compiló un récord de 58–2. 
Su carrera profesional tuvo un inicio inestable. "El Flaco Explosivo", como era conocido por algunos, perdió en primera ronda por nocaut, pero vengó esa derrota y construyó una cadena de victorias que lo condujeron al campeonato mundial de peso pluma contra el experimentado Ernesto "Ñato" Marcel en la Ciudad de Panamá. El joven aspirante perdió una decisión unánime de 15 rondas.
Sin embargo, Argüello inició otra racha de victorias, y se encontró en el ring con otro campeón mundial, esta vez con el sucesor de Marcel, el campeón mexicano Rubén "Púas" Olivares en el Fórum de Inglewood en Los Ángeles, California, Estados Unidos. Después de que Olivares se encontraba adelante en la puntuación, Argüello y Olivares encajaron simultáneamente ganchos izquierdos en el decimotercer asalto. La mano izquierda de Olivares causó una visible expresión de dolor en la cara de Argüello, pero la zurda de Argüello causó la caída de Olivares a la lona. Segundos después, Argüello era el nuevo campeón mundial de peso pluma y primer campeón del mundo nacido en Nicaragua.
Defendió este título contra el venezolano Leonel Hernández en el Poliedro de Caracas, y el japonés Royal Kobayashi en Tokio, Japón; ascendió de categoría para retar al campeón mundial de peso ligero junior,  Alfredo "El Salsero" Escalera en Bayamón, Puerto Rico, en la que fue llamada por muchos "La Sangrienta Batalla de Bayamón". Escalera había sido un sólido campeón, con diez defensas de su título, y había destronado a Kuniaki Shibata en 2 asaltos en Japón. La revista The Ring la consideró una de las más brutales peleas de la historia. Escalera fue lastimado en el ojo, la boca y la nariz, pero la ventaja en las tarjetas de Argüello disminuía cuando Argüello lo noqueó en el asalto trece.
Argüello recibió muchos cortes en la cara durante su segundo duelo con Escalera en Italia, el cual una vez más ganó por nocaut en trece asaltos. El doctor en turno quería hospitalizarlo; pero, Argüello tenía que alcanzar un vuelo en Roma al día siguiente para regresar a Nicaragua, y se embarcó en un tren en Rimini. El doctor decidió viajar con Argüello, y practicó cirugía plástica en los cortes con Argüello despierto.
También enfrentó boxeadores de la talla del dos veces campeón mundial Bobby Chacón, el también dos veces campeón mundial Rafael "Bazooka" Limón, Rubén "Chucho" Castillo, y Diego Alcalá, quienes fueron vencidos por nocaut. Entonces Argüello ascendió otra vez de categoría, y esta vez debió viajar a Londres, Inglaterra, Reino Unido para retar al campeón mundial de peso ligero, el escocés Jim Watt. Watt duró quince asaltos, pero los jueces le dieron a Argüello la victoria, convirtiéndolo en el sexto boxeador en ganar títulos mundiales en tres categorías diferentes, y el segundo latinoamericano en hacerlo (el primero fue Wilfredo Benítez que había vencido a Maurice Hope un mes antes).
En veintidós peleas por títulos mundiales, ganó en diecinueve ocasiones, defendiendo con éxito sus títulos mundiales de boxeo en dieciséis oportunidades.  Después de Jim Watt, vino uno de sus grandes combates defendiendo el título ligero de la WBC, fue frente al futuro campeón mundial Ray "Boom Boom" Mancini de 20 años, el 10 de octubre de 1981, fue una gran pelea, donde ambos lo dieron todo, sin tregua y a toda máquina, siendo considerada por "The Ring" como la mejor del año. Arguello lo noqueo angustiosamente en el asalto 14 y hay que resaltar además que en las tarjetas de los jueces perdía por puntos antes del KO ganador.
Luego venció de manera consecutiva a Elizondo, Busceme, Ganigan y Rooney a todos por KO. Arguello parecía invencible y acrecentaba más su leyenda. Parecía que no tenía rivales en su categoría y decide retar al campeón wélter, en esa oportunidad, Argüello era el retador, y Pryor ostentaba el campeonato mundial wélter reconocido por la AMB. Fue uno de los grandes combates de la historia del boxeo y donde en gran batalla, fue derrotado por el estadounidense Aaron "Hawk" Pryor el 12 de noviembre de 1982, por nocaut técnico en 14 asaltos. Pryor dominó los 7 primeros asaltos pero a partir del octavo se fue cansando y Arguello fue paulatinamente tomando el control de la pelea, hasta el fatídico asalto 14.
El resultado de esta pelea siempre será discutido, pues tiene una gran leyenda sin explicar, e indica que en el descanso, antes del asalto 14 Pryor estaba exhausto, casi sin fuerzas, hasta que su entrenador el controvertido y conocido por sus mañas extra-deportivas "Panamá" Lewis le alcanzó una botella negra de agua, que contenía supuestamente granulos de cocaína o algún estupefaciente que activó al púgil. Este episodio está grabado en TV, pues se escucha claramente decir a Lewis: «Pásame la botella que mezclé, esa no aquella, (the one I mixed), repitió en inglés. Esto llamó más la atención de los narradores, que hicieron eco de esas expresiones del entrenador de Aaron Pryor. Este brebaje cambio la conducta del campeón que salió como un toro y con nuevos brios y noqueo a Arguello de manera sorprendente. Después de la victoria de las confusiones y algarabías, no se le pudo tomar la orina al campeón, que pronto desapareció  de la multitud. Por esa razón no se pudo determinar si la mezcla especial de la cual hablaba su entrenador en la esquina y se escuchaba por los micrófonos de los narradores ubicados alrededor del cuadrilátero, era una sustancia prohibida o no.
Para acallar las especulaciones Pryor, aceptó la revancha el 9 de septiembre de 1983 y en gran pelea venció por KO en el décimo asalto a Arguello, derribando momentáneamente, los fantasmas de una victoria anterior amañada. Pero ese tema siempre quedara como un misterio sin resolver en la historia del boxeo.
Luego Arguello reapareció en 1985 y 1986 ganando 2 combates por KO técnico, ante Pat Jefferson en el 5.º asalto y luego venció al reciente excampeón súper-ligero de la WBC (entre 1984 y 1985) Billy Costello en el 4.º asalto, retirándose de gran forma del boxeo y tratando de preservar su salud a solicitud de los médicos. Pero no pudo resistir las ganas de subir al ring regresando 8 años después en agosto de 1994 a los 41 años, venciendo por decisión dividida a Jorge Palomares. Su último combate fue ante Scott Walker en enero de 1995 y demostrando su vigencia perdió por decisión dividida en una pelea ajustada y pareja, retirándose definitivamente del boxeo a los 41 años.

### Entrenadores
En su exitosa carrera tuvo como mánager al doctor nicaragüense Eduardo Román, quien fue como un segundo padre y su más fiel amigo.
Entre sus entrenadores estuvieron, en orden ascendente de su carrera deportiva, los siguientes: 
- Nicaragua Miguel Ángel Rivas “Kid Pambelé”, un ex-boxeador originario del barrio Bóer de Managua, se inició en el boxeo en los años 1930 de siglo XX, viajando a muchos países de América Latina, donde brindó grandes peleas. En 1941 llegó a Colombia, donde en corto tiempo se convirtió en un ídolo para la afición boxística de ese país, por su estilo y técnica de boxeo, tanto así que el campeón colombiano Antonio "Kid Pambelé" Cervantes tomase su nombre de combate y lo diese a conocer al mundo.[8]
- Panamá Ramón “Curro” Dosman (fallecido el 2 de agosto de 2003).
- México Arturo "Cuyo" Hernández, considerado por el mismo Alexis como su maestro en el arte del boxeo y quien fue el que lo moldeó como boxeador (falleció el 20 de noviembre de 1990).
- Estados Unidos Eddie Futch (fallecido en 2001).

## Reconocimientos
Hasta la fecha es el único boxeador nicaragüense que ha sido exaltado al Salón de la Fama del Boxeo Mundial ubicado en Canastota, Nueva York, Estados Unidos y como dato curioso su placa de reconocimiento está muy cerca de Muhammad Ali.
En 1999 fue honrado con la distinción "Deportista del Milenio" en Nicaragua; en donde es considerado como el "Mejor Deportista Nicaragüense de Todos los Tiempos" con el título póstumo de "Campeón del Pueblo".
En 1996 la revista Ring lo ubicó como el peso ligero júnior n.º 1 de todos los tiempos y entre los 20 mejores boxeadores de los últimos 80 años, y el puesto 20 de los noqueadores de todos los tiempos.
El sitio web Cox’s Corner (“Esquina de Cox”) lo considera entre los 5 más grandes pesos superpluma y en el top de los 10 pesos ligero de todos los tiempos.
Argüello fue abanderado de la delegación nicaragüense en los Juegos Olímpicos de Pekín 2008.
La alcaldía de la ciudad de Managua otorga la "Orden a la Excelencia Deportiva Alexis Argüello" a personalidades deportivas nacionales e internacionales que destacan por su compromiso con la excelencia y su contribución a la sociedad.

## Movimiento deportivo
Durante las actividades conmemorativas del primer aniversario de la muerte de Argüello, en 2010, el Instituto Nicaragüense de Deportes (IND) con el apoyo de la Juventud Sandinista 19 de Julio (JS19J), la Unión Nacional de Estudiantes de Nicaragua (UNEN) en las universidades y la Federación de Estudiantes de Secundaria (FES) impulsan el Movimiento Deportivo "Alexis Argüello" para animar la participación activa de la juventud nicaragüense en la práctica de las distintas disciplinas deportivas.

### Copa Alexis Argüello
Desde el año 2014 el Instituto Nicaragüense de Deportes (IND), con el apoyo de los gobiernos municipales de toda Nicaragua, organiza el Campeonato Nacional de Boxeo Superior "Copa Alexis Argüello". Es un torneo anual por equipos representativos de todos los municipios del país. Se constituyen equipos de boxeo masculinos y femeninos.
La Alcaldía de Managua patrocina el equipo "Flacos Explosivos" como representantes del municipio de Managua mediante la entrega de útiles deportivos, transporte y centro de entrenamiento.

## Combates por el título mundial
| Fecha                   | Lugar                                                             | Rival                         | Resultado | Resultado |
| ----------------------- | ----------------------------------------------------------------- | ----------------------------- | --------- | --------- |
| 16 de febrero de 1974   | Gimnasio Nuevo Panamá, Ciudad de Panamá, Panamá                   | Ernesto "Ñato" Marcel         | PDU 15    |           |
| 23 de noviembre de 1974 | Fórum de Inglewood, California, Estados Unidos                    | Rubén "Púas" Olivares         | GKO 13    |           |
| 15 de marzo de 1975     | El Poliedro, Caracas, Venezuela                                   | Leonel Hernández              | GKOT 8    |           |
| 31 de mayo de 1975      | Managua, Nicaragua                                                | Rigoberto Riasco              | GKOT 2    |           |
| 12 de octubre de 1975   | Kokugikan, Tokio, Japón                                           | Royal Kobayashi               | GKO 5     |           |
| 19 de junio de 1976     | Fórum de Inglewood, California, Estados Unidos                    | Salvador Torres               | GKO 3     |           |
| 28 de enero de 1978     | Estadio Loubriel, San Juan, Puerto Rico                           | Alfredo "Salsero" Escalera    | GKOT 13   |           |
| 29 de abril de 1978     | Fórum de Inglewood, California, Estados Unidos                    | Rey Tam                       | GKOT 5    |           |
| 3 de junio de 1978      | San Juan, Puerto Rico                                             | Diego Alcalá                  | GKO 1     |           |
| 10 de noviembre de 1978 | Caesars Palace, Las Vegas, Nevada, Estados Unidos                 | Arturo León                   | GDU 15    |           |
| 4 de febrero de 1979    | Sports Palace, Rimini, Italia                                     | Alfredo "El Salsero" Escalera | GKO 13    |           |
| 8 de julio de 1979      | Felt Forum, Nueva York, Estados Unidos                            | Rafael "Bazooka" Limón        | GKOT 11   |           |
| 16 de noviembre de 1979 | Fórum de Inglewood, California, Estados Unidos                    | Bobby Chacón                  | GKOT 7    |           |
| 20 de enero de 1980     | Community Center Tucson, Arizona, Estados Unidos                  | Rubén "Chucho" Castillo       | GKOT 11   |           |
| 27 de abril de 1980     | Estadio Hiram Bithorn, San Juan, Puerto Rico                      | Rolando Navarrete             | GKOT 5    |           |
| 20 de junio de 1981     | Empire Pool, Wembley, Londres, Reino Unido                        | Jim Watt                      | GDU 15    |           |
| 3 de octubre de 1981    | Ballys Park Place Hotel Casino, Las Vegas, Nevada, Estados Unidos | Ray "Bom Bom" Mancini         | GKOT 14   |           |
| 21 de noviembre de 1981 | Showboat Hotel & Casino, Las Vegas, Nevada, Estados Unidos        | Roberto Elizondo              | GKO 7     |           |
| 13 de febrero de 1982   | Civic Center, Beaumont, Texas, Estados Unidos                     | James "Bubba" Busceme         | GKOT 6    |           |
| 22 de mayo de 1982      | The Aladdin, Las Vegas, Nevada, Estados Unidos                    | Andrew "Andy" Ganigan         | GKO 5     |           |
| 12 de noviembre de 1982 | Orange Bowl, Miami, Florida, Estados Unidos                       | Aaron "Hawk" Pryor            | PKOT 14   |           |
| 9 de septiembre de 1983 | Caesars Palace, Las Vegas, Nevada, Estados Unidos                 | Aaron "Hawk" Pryor            | PKO 10    |           |

## Sucesión boxística
| Predecesor: Rubén "Púas" Olivares                  | Campeón Mundial Pluma de la AMB 23 de noviembre de 1974 - 1977 Vacante                                     | Sucesor: Rafael "Brujo" Ortega Panamá            |
| Predecesor: Kuniaki Shibata Japón                  | Campeón Mundial Pluma Revista The Ring 1976 - 20 de enero de 1977 (ascendió a super pluma o ligero júnior) | Sucesor: Danny "Coloradito" López Estados Unidos |
| Predecesor: Alfredo "Salsero" Escalera Puerto Rico | Campeón Mundial Super Pluma del CMB 28 de enero de 1978 - 9 de agosto de 1980 Vacante                      | Sucesor: Rafael "Bazooka" Limón México           |
| Predecesor: Jim Watt Escocia                       | Campeón Mundial Ligero del CMB 20 de junio de 1981 - 1983 Vacante                                          | Sucesor: Edwin "Chapo" Rosario Puerto Rico       |
| Predecesor: Jim Watt Escocia                       | Campeón Mundial Ligero Revista The Ring 20 de junio de 1981 - febrero de 1983 (ascendió a Wélter Junior)   | Sucesor: Julio César Chávez México               |

## Frases
- "Quería ser abogado, pero la necesidad me empujó al boxeo.” Revista El Gráfico.
- Sé que mi boxeo es destructivo, pero me preocupo por mis rivales. Estoy en el mismo negocio y nunca se me olvida eso." El Nacional de Caracas.
- "Lo peor es subestimar a un rival. Cualquiera puede encontrarse con una recta de nocaut. Así que hay que prepararse intensamente y pelear a fondo". Diario Excelsior de México.

'"Cuando vamos al ring somos seres humanos, pero una vez que sientes los golpes y la competencia es cuando "la bestia" sale y se apodera de nosotros. Entonces, ese interruptor se enciende, vive o muere, es difícil de explicar, pero es como si estuvieras dispuesto a hacerlo."'
'"Hubo momentos, como cuando peleé con Alfredo Escalera, que era un tipo realmente duro, pero mi condición y mi hambre de ganar estaban por encima de cualquier cosa que él trajo a la mesa esa noche y así fue durante la mayor parte de mi carrera."'
'"Se trata mucho del individuo y realmente depende de Usted, de cuánto le dedique a la pelea y de lo duro que esté trabajando y ahí es donde vendrá el resultado."'
'"Por supuesto, después de la pelea, debes asegurarte de que estás bien y también del otro tipo, es una hermandad allí, por lo que debes asegurarte de que todos estén bien después de que termine la guerra."'

## Carrera política
En su corta carrera dentro de la política nicaragüense, fue vicealcalde de la capital de Managua durante el periodo de Dionisio Marenco (2005-2008) y luego alcalde (2008-2009), en ambas ocasiones corrió como candidato del partido Frente Sandinista de Liberación Nacional (FSLN).

## Muerte

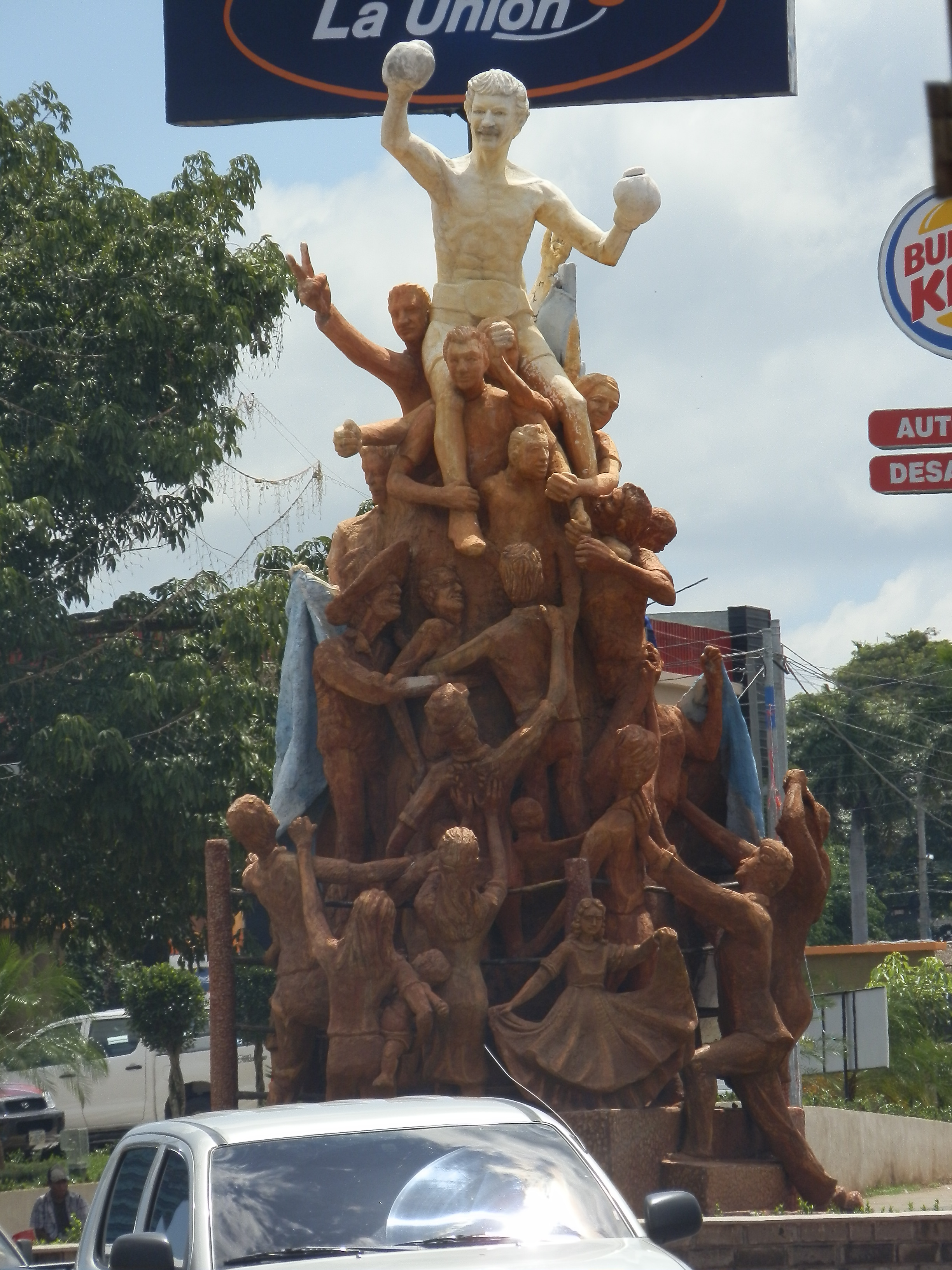
Monumento a Alexis Argüello en Managua

Argüello murió el 1 de julio de 2009, en medio de confusas circunstancias. Aparentemente, se disparó en el corazón en su residencia en Managua. La policía nacional confirmó la muerte poco después, y fue declarada "suicidio" después de la respectiva autopsia. Se desconoce a ciencia cierta qué lo motivó a ejecutar el hecho.
Allegados a Argüello afirmaron que se estaba desencantando progresivamente de los orteguistas y del gobierno sandinista, y que planeaba una salida inminente de dicho partido político.
Su muerte ocurrió dieciocho días antes de la celebración nacional del trigésimo aniversario del triunfo de la Revolución Sandinista (19 de julio de 1979), en la cual su hermano Eduardo Argüello cayó combatiendo a las tropas de la Guardia Nacional del dictador Anastasio Somoza Debayle.

### Sepelio
Su restos mortales fueron expuestos en el vestíbulo del Palacio de la Cultura frente a la histórica Plaza de la Revolución donde al siguiente día del fallecimiento fue oficiada una misa por el cardenal Miguel Obando y Bravo, arzobispo emérito de Managua. Fue sepultado en el cementerio privado "Jardines del Recuerdo" a las 15:00 horas del viernes 3 de julio.
Las calles de Managua fueron desbordadas por varias decenas de miles de personas que rindieron merecido y dolido tributo cuando la procesión fúnebre recorría las principales avenidas de la ciudad.